# Виктор Суворов
Виктор Суворов е литературният псевдоним на Влади́мир Богда́нович Резу́н – съветски офицер-разузнавач, дисидент. През 1978 г. емигрира във Великобритания и става известен писател. Издава книги на автобиографична тематика, ревизионистка история, за организацията на съветската армия и разузнаване. Води дългогодишен публицистичен конфликт със съветски и руски историци, като взаимно критикуват трудовете си като фалшификации и ненаучни подходи . Сред международните историци, една част от тезите му с времето са приети, към други отношението е по-критично.

## Биография
Бащата на Суворов е майор от артилерията на 72-ри гвардейски минометен полк, на 5-а армия. Брат му е прослужил 27 години в Ракетните войски на СССР, уволнил се е през 1991 г. със звание подполковник. Дядо му е бил последовател на Нестор Махно. Виктор е от смесен украински и руски произход. Служи в Съветската Армия 20 години – 1958 – 1978. Става дисидент през 1978 г. когато дезертира от СССР в Обединеното Кралство през Швейцария. Задочно осъден на смърт за държавна измяна.
Понастоящем Виктор Суворов живее във Великобритания, с жена си, децата си и внуците си. Продължава да пише книги и посвещава всичките си усилия на разкриването на истината за Втората световна война. Остър критик на Путин.

## Военна кариера
В. Суворов става военен на 11-годишна възраст, когато през 1958 г. постъпва във Воронежкото Суворовско военно училище.
| 1958 – 1963 | Воронежко суворовско военно училище |
| 1963 – 1965 | Калининско суворовско военно училище |
| 1965 – 1968 | Киевско висше общовойсково командно училище                                                                                                  |
| 1968        | офицер в състава на съветските войски, които потушават чехословашкото антисъветско въстание (Пражката пролет)                                |
| 1968 – 1970 | обучава сержанти за войсковото разузнаване, в състава на 1-ви батальон от 145-и гвардейски мотострелкови полк, в Прикарпатския военен окръг. |
| 1970 – 1971 | 808-а отделна армейска разузнавателна рота Спецназ                                                                                           |
| 1971 – 1974 | обучава се в 3-ти факултет на Военно-дипломатическата академия                                                                               |
| 1974 – 1978 | служи в женевската дипломатическа резидентура на Главното разузнавателно управление (ГРУ) на Генералния щаб                                  |
| 10 юни 1978 | дезертира във Великобритания, за което задочно е осъден на смърт от Военната колегия на Върховния съд на СССР (не е потвърдено)              |

## Антикомунистически възгледи
Виктор Суворов е известен анти-комунист, известен с острата си критика към режима.

## Писателска кариера
Стилът на Виктор Суворов е силно белетризиран с много шеги, примери и анекдоти. В публицистиката предпочита да се позовава основно на широко достъпни и официални първични източници.
Започва да издава първо книги за Съветската армия, където разказва за личния си опит в Пражката пролет („Освободителите“, шеговито посветена на Брежнев), за организацията, културата и въоръжението на съветската армия („В Съветската Армия“, на английски: Inside the Soviet Army). Разкрива на широката публика съществуването на военното разузнаване (ГРУ) и Спецназ, които са малко известни през 1980-те години.
Най-известните му книги са от трилогията Ледоразбивачът, която критикува основните идеи за Втората световна война на официалната съветска историография. Той обяснява катастрофалните загуби на Червената армия през 1941 г. с това, че тя се е готвила за мобилна и офанзивна война на чужд терен и не е била подготвена за отбрана.
Други книги за периода на Втората световна война критикуват данните на официалната съветска историография относно силата на германската военна машина (Самоубийство), последиците от периода на голямата Чистка (той твърди тя не е фатална за Червената Армия).
През 2000-те години започва нова трилогия Сянката на победата с първа книга Взимам си думите назад, в която поставя под въпрос преклонението към маршал Георгий Жуков и неговите заслуги към победата на Съветския съюз във Втората световна война. Извинява се, че в предишни книги е имал положително отношение към маршала. Смята че култът към Жуков е изграден след десталинизацията, за да се създаде удобна за тогавашната конюнктура версия за войната. Критикува многото взаимно противоречащи се издания „Спомени и размишления“ като пропаганда. Критикува Жуков за присвояване на заслугите на свои колеги като Рокосовски, за огромното количество ненужни жертви по време на редица военни катастрофи включително първите месеци на операция Барбароса. Разказва за организираните от Жуков учения Снежок през 1954 в който са облъчени с радиация хиляди съветски войници на Тоцкия полигон.
Друга негова трилогия е Хроника на Великото десетилетие, където критикува режима на Хрушчов. Твърди, че Кубинската криза е опит на Хрушчов да блъфира че може да заплаши САЩ със своите ракети през 1962, докато Съветският съюз всъщност няма достатъчни количества. Кенеди благодарение на въздушното разузнаване разкрива блъфа и получава отстъпки от СССР.
Освен публицистичните си книги Суворов пише и няколко романа, включително художествената двулогия за Настя Стрелецкая - Жар птица -  Контролът (1994), Изборът (1997). А по -късно създава е нейна прелюдия - Змиеядеца (2010). Суворов е популярен най-вече в Източна Европа, където продава милиони книги. 

### Частична библиография
- „Контролът“ (1995),
- „Освободителят“ (1996),
- "Изборът" (1997)
- „Аквариумът“ (1997),
- „Ледоразбивачът“ (2001),
- „Сянката на победата“ (2001),
- „Денят М“ (2002),
- „Последната република“ (2002 – 2007),
- „Взимам си думите назад“ (2004),
- „Самоубийство“ (2008),
- „Разгромът“ (2009),
- „Змиеядеца“ (2010),
- „Майката на дявола“ (2011),
- „Хроника на Великото десетилетие. Книга 1: Тя се казваше Татяна“ (2013)
- "Спецназ" (2018)
- "Свободен полет"(2020)

## Ледоразбивачът
В трилогията си „Ледоразбивачът“ Суворов развива тезата си, че Йосиф Сталин още през 1939 г. започва подготовка за нападение срещу Германската империя, под кодовото название Операция „Буря“. На 22 юни 1941 г. Сталин е изпреварен от германските планове само с две седмици. Суворов привежда доказателства за неподготвеността на Червената армия да води отбранителна война в началото на военните действия, както и голямата изненада на Сталин от вестта за германско нападение. Губейки стратегическата инициатива съветското военно командване, което в продължение на години се готви за агресивна, а не за отбранителна война, търпи множество неуспехи чак до 1942 г.
| „ | Втората световна война е терминът, който комунистите ни научиха да пишем с малка буква. А аз пиша този термин с главна буква и доказвам, че Съветският съюз е главният виновник за нея и главният ѝ инициатор. Съветският съюз е участник във Втората световна война от 1939 година, още от първия ѝ ден. Комунистите съчиниха легендата, че ни били нападнали и че от този момент била започнала „великата отечествена война“. | “ |

### Критика
Срещу „Ледоразбивачът“ са написани повече от 20 книги и са защитени няколко дисертации, които отричат основните тези на книгите му. В отговор Виктор Суворов посвещава Глава 1. Секретната история от своята книга „Самоубийството“.

## "Разгром" и "Взимам си думите назад"
В няколко книги Суворов критикува генерал Георгий Жуков. За него той е некомпетентен командир, позьор, страхливец, отказва да носи лична отговорност, подменя дати и събития и очерня военното ръководство на РККА, а също и Сталин за да блесне на този фон. Според Суворов Жуков се проявява и като подлец - през 1941 Берия спасява Жуков от гнева на Сталин, а през 1953 Жуков оставя Берия да бъде разстрелян.

## Очищение
В своята книга „Очищение“ (на български: чистка), В. Суворов застъпва следните тези:
- проведената от Сталин чистка в армията, през 1937 – 1938 г. няма катастрофални размери и не е причина за разгрома на СССР през 1941 година
- генерал Михаил Тухачевски е слаб стратег, не е успял да предвиди бъдещ конфликт с Хитлеристка Германия и не е настоявал за превъоръжаване на „Червената армия“. Тухачевски е обвинен за провала на Съветска Русия през Съветско-Полската война
- Василий Блюхер, Якир, Уборевич, Путна, Алкснис, Вацетис, Павел Дибенко са разстреляни заради планувани заговори
- Немското разузнаване няма роля в Сталинските чистки, противно на официалната информация

Суворов пише:
| „ | Не е ли време да се замислим върху едно странно обстоятелство? Преди войната Сталин унищожава гениални пълководци, а я приключва с несъкрушима армия и цяла плеяда не по-малко изтъкнати генерали и маршали... А Хитлер не обезглавява армията си, но приключва войната с разгромена държава и разбита и безглава армия. Защо тогава всички се присмиват на кадровата политика на Сталин, а никой не се смее на кадровата политика на Хитлер? Нали трагедията на германската армия е факт? И тази трагедия се корени в това, че Хитлер не се е готвил за войната, че не е разстрелвал генералите си със стотици преди нея – и затова я губи и трябва да се застреля сам... Марксистите и хитлеристите ни научиха да се смеем над самите себе си. | “ |